# Хайленд (округ Лейк, Индиана)
Хайленд (англ. Highland) — город в округе Лейк в штате Индиана в Соединённых Штатах Америки.
Согласно данным переписи населения США 2020 года число жителей города 
составляло 23 984 человека.

## История
В 1847 году два колониста из Огайо, Майкл и Джудит Джонстон, стали первыми постоянными поселенцами Хайленда. Поселение разрасталось очень до начала 1880-х годов, пока появление железной дороги не послужило катализатором бурного роста сельского хозяйства и обрабатывающей промышленности.
В 1927 году президент США Калвин Кулидж посетил Хайленд и выступил с речью на церемонии открытия мемориального парка Уикер, расположенного на западной стороне города.
31 октября 2008 года Барак Обама, за четыре дня до избрания его 44-м президентом Соединённых Штатов, остановился в Хайленде на митинге, который привлек 40 тысяч человек (больше, чем население города) в Уикер-парк. Это была самая большая толпа с тех пор, как президент Кулидж открыл парк в 1927 году.

## География
Город Хайленд является частью метрополитенского ареала Большой Чикаго. Граничит Хаммондом на севере, Манстером на западе, Шерервиллем на юге и Гриффитом на востоке.
По данным Бюро переписи населения США, общая площадь Хайленда составляет 6,96 квадратных миль (18,03 км2), из которых 6,94 квадратных миль (17,97 км2 или 99,71%) — это суша и 0,02 квадратных мили (0,05 км2 или 0,29%) — водная поверхность.